# Siria en los Juegos Paralímpicos de Barcelona 1992
Siria estuvo representada en los Juegos Paralímpicos de Barcelona 1992 por dos deportistas masculinos. El equipo paralímpico sirio no obtuvo ninguna medalla en estos Juegos.